# Neville Wran

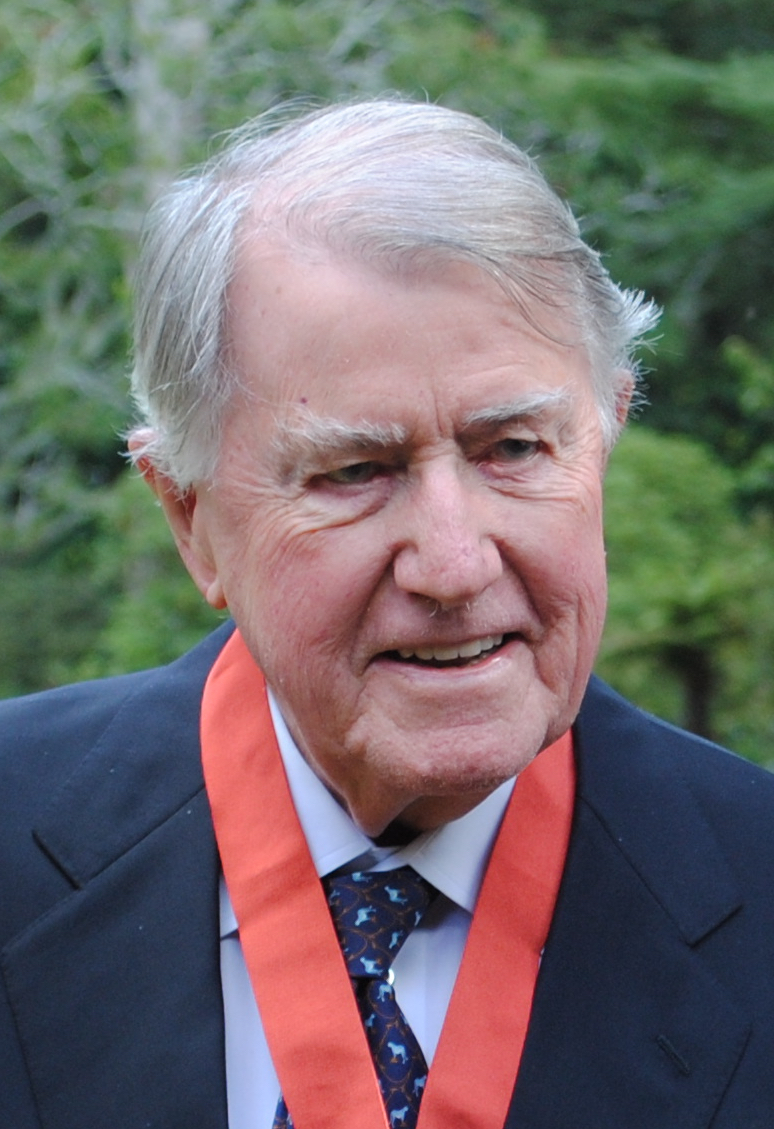
Neville Wran, 2010

Neville Kenneth Wran AC CNZM QC (* 11. Oktober 1926 in Paddington, New South Wales, Australien; † 20. April 2014) war ein australischer Politiker der Australian Labor Party (ALP) sowie langjähriger Premierminister von New South Wales.

## Leben

### Studium, Rechtsanwalt und Abgeordneter
Nach dem Besuch der Nicholson Street Public School in Balmain und der Fort St Boys’ High School absolvierte Wran ein Studium der Rechtswissenschaft an der Universität Sydney, das er 1948 mit einem Bachelor of Laws abschloss. Nachdem er zwischen 1951 und 1957 als Solicitor in der Anwaltskanzlei Bartier, Perry and Purcell gearbeitet hatte, nahm er nach seiner anwaltlichen Zulassung 1957 eine Tätigkeit als Barrister auf. 1968 wurde ihm der Ehrentitel eines Kronanwalts verliehen.
Wran, der 1954 Mitglied der Australian Labor Party wurde, wurde 1967 Mitglied des Zentralen Exekutivkomitees der Partei und war zunächst zwischen April 1970 und Oktober 1973 Mitglied des indirekt gewählten Legislativrates (Legislative Council) des Parlaments von New South Wales. Während seiner dortigen Mitgliedschaft war er zunächst von April 1971 bis Februar 1972 stellvertretender Vorsitzender der Opposition und danach bis Oktober 1973 Oppositionsführer in dieser Parlamentskammer.
Im November 1973 wurde er dann als Kandidat der ALP erstmals zum Mitglied der Legislativversammlung (Legislative Assembly) von New South Wales gewählt und vertrat in diesem nach mehreren Wiederwahlen bis Juli 1986 den Wahlkreis Bass Hill. Während seiner Parlamentszugehörigkeit war er von 1973 bis 1976 Führer der Opposition in der Legislativversammlung.

### Premierminister von New South Wales
Nach dem Wahlerfolg seiner Partei wurde Wran am 14. Mai 1976 Nachfolger von Eric Willis von der Liberal Party of Australia als Premierminister von New South Wahles. Dieses Amt bekleidete er über zehn Jahre bis zu seiner Ablösung durch seinen Parteifreund Barrie Unsworth am 4. Juli 1986.
Während seiner langjährigen Amtszeit übernahm er mehrfach kommissarisch sowie zusätzlich verschiedene Ministerämter und war unter anderem zwischen April und Mai 1977 kommissarischer Schatzminister sowie im Juni 1977 kurzzeitig kommissarischer Minister für öffentliche Arbeiten und für Häfen in seinem ersten Kabinett. Später war er von Mai bis Juni 1979 erneut kommissarischer Schatzminister und dann zwischen Januar 1980 und Oktober 1981 Schatzminister sowie im Anschluss von Oktober 1981 bis Februar 1983 Minister für Mineralressourcen.
Wran war außerdem von 1980 bis 1986 Nationaler Präsident der Australian Labor Party.
Zwischen Februar 1984 und Juli 1986 war er Minister für die Künste sowie zugleich von November und Dezember 1984 kurzzeitig Attorney General. Später war er von Januar und Februar 1986 etwas mehr als einen Monat Minister für Industrie und Dezentralisierung sowie Minister für Kleinunternehmen und Technologie. Zuletzt war er zwischen Februar und Juli 1986 Minister für ethnische Angelegenheiten.
Im Juli 1986 legte er seine Ämter nieder und zog sich aus dem politischen Leben zurück. Stattdessen wurde er Vorsitzender der Commonwealth Scientific and Industrial Research Organisation (CSIRO) und behielt diese Funktion bis 1991. Zugleich war er in dieser Zeit Vorsitzender der nach dem Politiker und Richter Lionel Murphy benannten Lionel Murphy-Stiftung.
Für seine Verdienste wurde er mehrfach ausgezeichnet und erhielt unter anderem den niederländischen Orden der Goldenen Arche (Juni 1987), den Verdienstorden der Italienischen Republik (Oktober 1987), den Order of Australia (Januar 1988) sowie den New Zealand Order of Merit (Oktober 2009). Darüber hinaus verlieh ihm die Universität Sydney im Mai 1995 einen Ehren-Doktor der Rechte.

## Hintergrundliteratur
- Brian Dale: Ascent to Power: Wran and the Media, Verlag Allen & Unwin, Sydney, 1985